# Ancud
Ancud és una ciutat de la costa nord de l'Illa Gran de Chiloé, regió de Los Lagos, en una espaiosa badia. La comuna té 39.946 habitants i una superfície de 1.752 km² (datació del cens de 2002). Està formada per una zona comercial amb la duana, els molls i les instal·lacions del port; i una zona residencial amb els habitatges de la gent i els edificis oficials als turons propers al port.
Va ser fundada el 1768 com San Carlos de Chiloé i fou una ciutat de les més fortificades de Xile; quan els pescadors de foques i balenes la van agafar com a base va començar a augmentar la seva importància i fou elevada a ciutat el 1834 amb el nom d'Ancud. El 1960 tenia uns 15.000 habitants però fou molt malmesa pels terratrèmols d'aquest any i va tardar un temps a recuperar-se.

## Bandera i escut
La bandera i escut d'Ancud foren creats el 1984 per concurs. La bandera era diagonal, verda, blava i vermella, amb fimbriacions grogues entre el blau i verd i entre el blau i vermell. A la part inferior vermella s'hi afegia un cercle de 5 estrelles blanques (una per cada lletra d'Ancud); a la part superior del pal podia afegir-se l'escut que tenia corona amb 5 torres (indicatiu de ciutat). Foren oficialitzats el setembre de 1992.
Amb el temps s'ha anat utilitzant una bandera amb els colors invertits (vermell en lloc de verd i verd en lloc de vermell) i amb les fimbriacions blanques en lloc de grogues; la franja diagonal central és més estreta que en el model original; el cercle d'estrelles blanques se situa a la part superior del pal, mentre que l'escut se situa a la inferior (a vegades substituït per les lletres ANCUD). A més i a part d'alguna petita modificació no rellevant, l'escut se sol representar amb corona de 4 torres, que identifica a les viles i no a les ciutats. La municipalitat està intentant regular la bandera per tornar al disseny original.